# آکیرا
آکیرا (به ژاپنی: アキラ Akira) انیمه‌ای ژاپنی در سبک علمی تخیلی به نویسندگی و کارگردانی کاتسوهیرو اوتومو است. این فیلم بر پایهٔ مانگایی به همین نام، که آن را هم کاتسوهیرو اوتومو نوشته، ساخته شده‌است.

## داستان

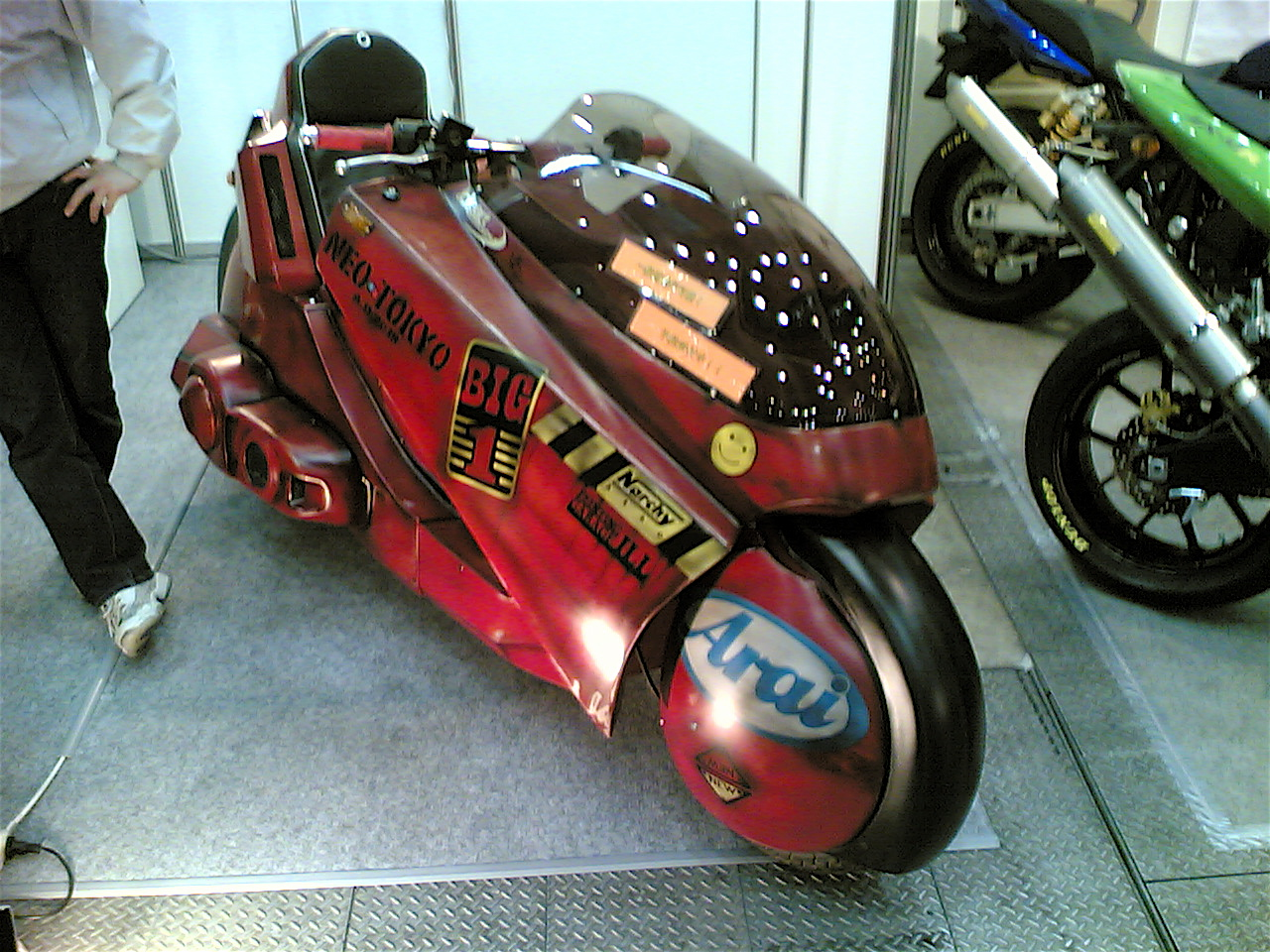
یک موتور سیکلت واقعی بر اساس نمونه انیمه آکیرا

سی سال پس از جنگ جهانی سوم حالا دیگر توکیو به یک شهر بسیار بزرگ و صنعتی تبدیل شده که هیچ آرامشی در آن وجود ندارد، همچنین گروه‌های خلافکاری که شب و روز در حال جنگ با یکدیگرند و اعتراضات شدید مردم نا امنی در این شهر را چندین برابر کرده‌است.
یکی از گروه‌های موتورسوار و خلافکار این شهر دسته ای از دانش آموزان هنرستانی، به ریاست کانداست. یکی از دوستان صمیمی کاندا تتسوهو نام دارد که ضعیف‌ترین عضو گروه است و این کانداست که همیشه هوای او را دارد ولی تتسوهو همیشه نسبت به موتور و توانایی‌های کاندا در مبارزه حسادت می‌کند.
علت وقوع جنگ جهانی سوم به کودکی به نام آکیرا بازمی‌گردد، آکیرا و سه کودک دیگر وجود داشتند که در گذشته به خاطر توانایی‌های خاصی که داشتند دولت آن‌ها را جمع‌آوری کرده بود ولی آکیرا قدرتی بسیار فراتر از همه آن‌ها داشت و وقتی از کنترل خارج شد جنگ جهانی سوم آغاز شد. پس از جنگ آکیرا را در محفظه دور از دسترس همگان قرار دادند و از آن سه کودک دیگر تحت تدابیر امنیتی شدید نگهداری کردند تا وقتی که سی سال بعد، یکی از آن ها اقدام به فرار کرد . درست در زمانی که دار و دسته کاندا در حال جنگ با یک گروه دیگر بودند، تتسوهو با آن کودک تصادف می‌کند و قدرتی مانند آن‌ها به‌دست می‌آورد، ولی قدرتی که او به‌دست می‌آورد به طرز عجیبی مانند آکیراست و تتسوهو نیز می‌خواهد آکیرا را آزاد کند. حال همه ارتش و گروه کاندا می‌خواهند جلوی او را بگیرند.
تتسوهو پس از مدتی آکیرا را پیدا می‌کند ولی در می‌یابد که آکیرا آن چیزی نیست که او انتظارش را داشت.